# Summer Paradise
„Summer Paradise” – singel Simple Plan wykonany wspólnie z Seanem Paulem, wydany w 2011 roku.

## Lista utworów
- CD singel promo (2012)[1]

1. „Summer Paradise” – 3:55

- CD singel (27 kwietnia 2012)[2]

1. „Summer Paradise” – 3:57
2. „Summer Paradise” (No Rap Version) – 3:54

## Notowania na listach przebojów
| Kraj/Region               | Lista (2012)       | Najwyższa pozycja |
| ------------------------- | ------------------ | ----------------- |
| Szwecja                   | Top 60 Singles     | 4                 |
| Australia                 | Top 50 Singles     | 4                 |
| Norwegia                  | Top 20 Singles     | 5                 |
| Austria                   | Singles Top 75     | 7                 |
| Włochy                    | Top 20 Singles     | 7                 |
| Kanada                    | Canadian Hot 100   | 8                 |
| Wielka Brytania (Szkocja) | Top 40 Scottish    | 8                 |
| Niemcy                    | Top 100 Singles    | 9                 |
| Szwajcaria                | Singles Top 75     | 11                |
| Wielka Brytania           | Singles Top 100    | 12                |
| Belgia (Walonia)          | Ultratop 50        | 16                |
| Dania                     | Tracklisten Top 40 | 18                |
| Francja                   | Top 200 Singles    | 21                |
| Holandia                  | Single Top 100     | 22                |
| Belgia (Flandria)         | Ultratop 50        | 24                |
| Nowa Zelandia             | Top 40 Singles     | 28                |
| Hiszpania                 | Top 50 Singles     | 47                |
| Irlandia                  | Top 50 Singles     | 52                |